# Carl Bruun
Carl Alfred Bruun (født 10. februar 1846 i Rødby, død 26. marts 1899 i København) var en dansk forfatter og journalist.
Carl Bruun blev student 1864 fra Det von Westenske Institut, men gennemførte intet embedsstudium. Fra 1869 til 1871 opholdt han sig i Rom som sekretær hos den danske konsul Johan Bravo. I Rom opholdt Bruun sig samtidigt med den norske komponist Edvard Grieg og dramatiker Henrik Ibsen, hvor han bl.a. skrev teksten til Griegs sang Odalisken synger EG 131.
Bruun arbejdede siden for Berlingske Tidende som udenrigsmedarbejder og kunstanmelder, men er mest kendt for sine skildringer af Københavns historie.
Han er begravet på Vestre Kirkegård.